# Nissan Forklift
Nissan forklift var en tillverkare av truckar 1957-2015 som sålde truckar under varumärket Nissan. Verksamheten gick upp i Logisnext.
Nissan började tillverka truckar 1957 och startade tillverkning i större skala 1961 i Totsukafabriken genom bolaget Shinnikkokukogyo Co. Ltd. 1988 köptes Barrett Industrial Trucks Inc. och ett dotterbolag bildades i Spanien.
2000 bildades en allians med Mitsubishi Heavy Industries. 2007 köptes Atlet AB. Koncernen omstrukturerade 2013 genom bildandet av Unicarriers som i sin tur ingår i Logisnext.